# Ptilinopus leclancheri
Ptilinopus leclancheri é uma espécie de ave pertencente à família dos columbídeos. Ocorre nas florestas de terras baixas de Taiwan e nas Filipinas, onde é bastante comum. Em Taiwan, é muito raro, conhecido apenas por quatro espécimes.
Seu nome popular em língua inglesa é Black-chinned fruit dove.